# Christoph Vaupel
Christoph Wilhkelm Vaupel (* 16. April 1839 in Niederhone; † 27. Juli 1900 ebenda) war ein deutscher Mühlenbesitzer und Abgeordneter des Provinziallandtages der preußischen Provinz Hessen-Nassau.

## Leben
Christoph Vaupel wurde als Sohn des Zuckerfabrikanten und Domänenpächters David Theodor Vaupel und dessen Ehefrau Wilhelmine Jakobi geboren. Er übernahm den elterlichen Gutshof und betrieb eine Mühle in Eltmannshausen. 1891 erhielt er einen Sitz im Kurhessischen Kommunallandtag des preußischen Regierungsbezirks Kassel, aus dessen Mitte er zum Abgeordneten des Provinziallandtages der Provinz Hessen-Nassau bestimmt wurde.
Christoph heiratete am 25. Oktober 1863 Marie Theresia Bartels. Aus der Ehe gingen sechs Töchter und zwei Söhne hervor. 